# Syringodium filiforme
Syringodium filiforme є видом морської трави. Він утворює луки в неглибоких піщаних або мулистих місцях у Карибському морі та Мексиканській затоці, а також зустрічається на Багамах і Бермудських островах. Зустрічається на глибині близько 20 м і навіть глибше, де вода дуже прозора. На Syringodium filiforme інтенсивно пасеться рибами-папугами, а також є важливим джерелом їжі для ламантинів. Інші види, які пасуться на цьому виді морської трави, — це риба-хірург, морські їжаки та, можливо, пірага.

## Загрози
Загрозою для Syringodium filiforme є евтрофікація та осадження. Цей вид погано росте в воді низької якості і потребує хорошого освітлення. У Флориді цей вид локально страждає від забруднення стічними водами внаслідок розширеної житлової забудови та готелів, а також використання пристаней і човнів. На півострові Юкатан цей вид може постраждати від тралення, евтрофікації та розвитку портів.

## Охорона
Цей вид зустрічається в ряді морських охоронних територій по всьому ареалу. Наприклад, у Карибському басейні Syringoium filiforme включено до 24 повністю керованих морських охоронних територій. Наразі на Бермудських островах розробляється план управління морською травою.